# Euxoa nigra
Euxoa nigra är en fjärilsart som beskrevs av Otto Staudinger 1896. Euxoa nigra ingår i släktet Euxoa och familjen nattflyn. Inga underarter finns listade i Catalogue of Life.